# Клір-Айленд
Клір-Айленд (також мис Клір-Айленд) (англ. Clear Island або англ. Cape Clear Island ірл. Cléire) — острів біля південно-західного узбережжя графства Корк в Ірландії. Це найпівденніша населена частина Ірландії з населенням 110 осіб. Це офіційна гельськомовна територія, і більшість мешканців розмовляють ірландською та англійською мовами. Найближчим сусіднім островом є острів Шеркін, який знаходиться за 2 кілометри (1 морська миля) на схід від мису Клір-Айленд. Острів розділений на східну і західну половини перешийком, який називається Талія, з Північною гаванню на сухопутній стороні і Південною гаванню на морській стороні. З Північної гавані регулярно ходять пороми до Скалла і Балтимора на материку. Південна гавань є популярним місцем для стоянки яхт і прогулянкових катерів.